# Juozas Tunaitis

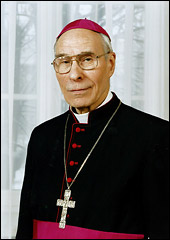
Juozas Tunaitis

Juozas Tunaitis (* 25. Oktober 1928 in Davainiškis, Rokiškis; † 1. Juni 2012 in Vilnius) war Weihbischof in Vilnius.

## Leben
Juozas Tunaitis studierte nach seinem Abitur mit Auszeichnung am Rokiškis Gymnasium 1949 zunächst Mathematik und Astronomie an der Universität Vilnius. 1950 trat er in das Priesterseminar von Kaunas ein. Nach seinem Studium der Katholischen Theologie und der Philosophie empfing Juozas Tunaitis am 12. September 1954 die Priesterweihe. Er war als Seelsorger in Palūšė, Dūkštas, Dubičiai und Vilnius und seit 1980 für das Ordinariat in Vilnius tätig. 1980 wurde er durch Papst Johannes Paul II. zum Kaplan seiner Heiligkeit (Monsignore) ernannt. 1992 wurde er Generalvikar im Erzbistum Vilnius.
Papst Johannes Paul II. ernannte ihn am 8. Mai 1991 zum Weihbischof in Vilnius und Titularbischof von Sassura. Der Erzbischof von Kaunas, Vincentas Kardinal Sladkevičius MIC, spendete ihm am 19. Mai desselben Jahres die Bischofsweihe; Mitkonsekratoren waren Vladas Michelevičius, Weihbischof in Kaunas, Antanas Vaičius, Bischof Telšiai, Romualdas Krikščiūnas, emeritierter Apostolischer Administrator von Panevėžys, und Juozas Preikšas, Apostolischer Administrator von Panevėžys.
Am 4. März 2010 nahm Papst Benedikt XVI. seinen altersbedingten Rücktritt an.
Er wurde 2007 von Staatspräsident Valdas Adamkus für sein Wirken ausgezeichnet.
Er ist Ehrenbürger von Rokiškis.